# Nero Multimedia Suite
Nero Multimedia Suite ist ein Programmpaket für Windows, das von der Nero AG entwickelt und angeboten wird. Die Version Nero 2017 wurde im Oktober 2016 veröffentlicht.

## Versionsunterschiede
Nero wird ab der Version 10 in einer namenlosen bzw. Classic-Variante und in einer Platinum-Variante angeboten. Die Platinum-Version bietet folgende zusätzliche Funktionen:
- 4K/Ultra HD Unterstützung
- Abspielen, Bearbeiten und Importieren von HEVC (H.265)
- 4K Videovorlagen und Videoeffekte
- Rippen und Konvertieren von Blu-Ray Discs
- Music Recorder zur Aufnahme von Internetradios
- Zusätzliche Video-, Übergangs- und Bild-in-Bild-Effekte
- Zusätzliche Filmvorlagen und Disc-Menü-Vorlagen

## Enthaltene Produkte

### Discs Brennen und Kopieren
- Nero Burning ROM: ein Programm für das Brennen und Kopieren von optischen Discs (CDs, DVDs, Blu-rays). Auch die Erstellung von Audio-CDs bietet Funktionen. Burning ROM ist eines der ersten Produkte von Nero und auch separat erhältlich. Ab Version 2015 ist mit der Nero AirBurn App und Nero Burning ROM das Brennen von Medien auch von Mobilgeräten aus möglich, wenn Mobilgeräte und PC mit demselben WLAN verbunden sind. Ab Version 2017 ist die SecurDisc-4.0-Technologie mit 256-Bit-Verschlüsselung im Produkt enthalten, welche höchsten Disk-Passwort-Schutz ermöglicht.
- Nero Express: eine vereinfachte Version von Nero Burning ROM, die sich vor allem an Anfänger wendet. Nero AirBurn App funktioniert nicht in Verbindung mit Nero Express.

### Videobearbeitung und Erstellen von Video-Discs
- Nero Video ist eine Software zum Erstellen und Bearbeiten von Videos. Das Programm vereint Videoschnitt (inkl. Einsetzen von Effekten, Musik und Themen), Videoexport und DVD- sowie Blu-ray-Authoring. In der Videobearbeitung gibt es einen Modus für Einsteiger und einen für eine erweiterte Bearbeitung. Das Programm kann auch separat heruntergeladen werden.

### Dateiumwandlung
- Nero Recode: konvertiert Video- und Audiodateien sowie nicht kopiergeschützte Video-DVDs und Blu-rays (nur Platinum-Version) in zahlreiche Videoformate.
- Nero Disc to Device ist eine Applikation zum direkten Konvertieren von Video Discs und Audio CDs auf mobile Geräte oder in die Cloud.
- Nero Burning ROM bietet Brennfunktionen, Möglichkeiten zur Wandlung von Audioformaten sowie Medienverwaltung und -playback
- Nero MediaHome: Die Software erlaubt die Verwaltung und das Abspielen von Bildern, Videos und Musikdateien. Neben dem Rippen von Audio CDs und dem Erstellen von Playlisten und Slideshows gibt es Funktionen zum Organisieren wie das Vergeben von Tags, die Gesichtserkennung in Bildern und das Auslesen und manuelle Setzen von Ortsangaben (Geotagging) für Fotos und Videos. Auch das Streaming zu TV-Geräten und Home-Media-Playern ist möglich. Ab Version 2015 lässt sich mit der Nero MediaHome Receiver App auf Mobilgeräte (iOS, Android, Amazon) streamen.
- Nero MediaHome ist auch als kostenlose Version mit eingeschränkter Funktionalität zum Download erhältlich.
- Nero Media Browser: Einfaches Tools zum Abrufen von Medieninhalten. Stellt die komplette Medienbibliothek von Nero MediaHome via Drag and Drop auch für nicht-Nero Programme zur Verfügung.

### Datensicherung
- Nero Rescue Agent eignet sich dafür, Daten von beschädigten oder verkratzten Speichermedien (Disks, Festplatten, USB- und Flash-Speicher) wiederherzustellen.[1]

## Kostenlose Tools
Folgende Programmelemente, die Bestandteil der Suite waren, werden ab der Version 11 separat kostenlos als Download angeboten:
- Nero CoverDesigner: Tool zum Erstellen und Gestalten von Covern
- Nero BurnRights: Administratoren können mit dieser Software anderen Nutzern Zugang zu Laufwerken gestatten.
- Nero DiscSpeed: ein Tool zum Erfassen der Laufwerksgeschwindigkeit, für die Leistungsdiagnose, und zur Messung von Datenfehlern und Qualität des Mediums.[3][4]
- Nero WaveEditor: Tool zur Bearbeitung von Musikdateien (Aufnahme, Schnitt, Filtering, Mixing und Export)
- Nero SoundTrax: Tool zum Mischen und Digitalisieren von Musiktiteln
- Nero InCD Reader 5: Mit diesem Tool können mit InCD erstellte CDs gelesen werden.
- Nero SecurDisc Viewer: Dieses Tool erlaubt das Lesen von im SecurDisc-Verfahren erstellter optischer Datenträger.
- Nero Streaming Player App: Abspielen von Bildern, Videos und Musik auf Mobilgeräten, auf Smart-TVs, der PlayStation oder anderen Geräten im Heimnetzwerk.
- Nero KnowHow App: Digitale Lernhilfe mit Tipps und Tricks. Mit Antworten auf häufigen Fragen (FAQ), Handbüchern, Video-Tutorials, Zugang zum User-Forum und Glossar.
- Nero MediaHome Wifi Sync App: Mit der Nero MediaHome Wifi Sync App können kabellos Medien vom Mobilgerät zum PC und vom PC zum Mobilgerät übertragen. Beide Geräte müssen hierzu im selben Netzwerk angemeldet sein.